# 형제의 강
《형제의 강》은 1996년 10월 2일부터 1997년 4월 3일까지 방영된 SBS 수목드라마이다.
제작 당시 1차 지역민방TV인 PSB 부산방송(현 KNN 부산경남방송)이 이 드라마의 제작에 함께 참여하였다.

## 기획 의도
'개발 독재'의 경제 논리 앞에 무너져 내린 전통 가족 제도의 따사한 모습을 되새기는 가족드라마로, 지난 62년 5.16 직전부터 80년대 말에 이르기까지 격동의 30여 년 동안 경남 밀양을 무대로 산업화의 여파에 뒤틀린 우리의 가족사를 잔잔하게 보여주는 드라마.

## 등장 인물

### 준식네
- 김주승 : 서준수 역 (아역 : 육동일, 출세욕이 강한 장남)
- 박상민 : 서준식 역 (아역 : 정수범, 순박한 차남)
- 임상아 : 서정자 역 (아역 : 곽세련, 학교 진학을 포기했던 딸)
- 김정현 : 서준호 역 (아역 : 안성태, 소아마비의 막내)
- 박근형 : 서복만 역 (준수, 정자, 준식, 준호의 아버지, 소거간꾼)
- 김영애 : 이순례 역 (준수, 정자, 준식, 준호의 어머니)

### 소희네
- 염정아 : 박소희 역 (아역 : 이지혜, 이정윤, 준식과 준수의 사랑을 받는 여자)
- 김기섭 : 박혁세 역 (소희의 아버지, 접골원 원장)
- 이덕희 : 오진숙 역 (소희의 어머니, 밀양 약국의 약사)

### 주변 인물
- 김애경 : 언양댁 역 (국밥집 주인)
- 남포동 : 장달구 역
- 김영기 : 이춘섭 역 (순례의 남동생이자 준수, 정자, 준식, 준호의 외삼촌)
- 백윤식 : 최정호 역 (준식, 정자, 준호의 국민학교 시절 교사)
- 김병기 : 임창구 역 (준수, 정자, 준식, 준호의 고모부)
- 김보연 : 서옥님 역 (복만의 여동생이자 준수, 정자, 준식, 준호의 고모)

### 그 외 인물
- 이시현 : 수경 역 (서준호의 애인)
- 도지원 : 유연희 역 (서준수의 부인)
- 김명수 : 정영국 역 (서정자의 애인)
- 이종남 : 강효선 역 (서준수의 중학교 시절 담임교사)
- 백인철 : 서복진 역 (서복만의 동생이자 서옥님의 오빠)
- 하미혜 : 주옥선 역 (서복진의 부인)
- 이태란 : 공장 여직공 역
- 조춘 : 황필성 역
- 황정리 : 안일구 역
- 김영철 : 이재훈 역
- 김단비 : 정은희 역
- 고미영 : 한지은 역 (정은희의 친구이자 이재훈의 연인)
- 김명민
- 윤기원
- 문창근
- 민경조 : 세진 역
- 권도경
- 임유진
- 주용만
- 이시은
- 박광현
- 신은정
- 송희아
- 최성호
- 송지은
- 박성혜
- 신현숙
- 장정희

## 결방 사유 및 편성 변경
- 1996년 11월 14일 : 9시 20분부터 창사기획 3부작 드라마 '가을 소나타' 편성으로[2] 인해 결방
- 1997년 1월 1일 : 9시 25분부터 신년특집 2부작 드라마 '불타는 노을' 편성으로[3] 인해 결방
- 1997년 2월 6일 : 8시 55분부터 설날특선영화 <장군의 아들> 편성으로[4] 인해 결방
- 1996년 11월 13일 : 13회, 14회 연속 방송
- 1997년 1월 2일 : 9시 15분부터 27회, 28회 연속 방송
- 1997년 2월 5일 : 37회, 38회 연속 방송

## 수상 경력
- 1996년 SBS 연기대상 대상 박근형
- 1996년 SBS 연기대상 아역상 곽세련, 권해광, 안성태, 육동일, 정수범
- 1996년 SBS 연기대상 우정상 남포동
- 1997년 제 24회 한국방송대상 TV작가상 이희우 남자탤런트상 박근형

## 참고 사항
- 캐스팅 문제로 어려움을 겪었는데 박정수, 최진실, 신현준, 김남주 등이 물망에 올랐으나 모두 개인사정으로 고사하자[1][5], 박근형, 김영애, 김병기, 김애경, 남포동, 백윤식, 염정아, 박상민, 김주승 등을 캐스팅했다.
- 극중 서준수 역으로 나온 김주승은 93년 말 장모 장영자의 어음부도 사건에 관련되어 한동안 브라운관에서 사라졌다가[6] 해당 드라마를 통해 안방극장 복귀했으며, 이 작품에 캐스팅되기 전 MBC <미망>에 출연 제의를 받았으나 출연료 문제 때문에 고사하며[7] MBC 측과 한때 마찰을 빚었다.
- 방영 내내 동시간대 1위 자리를 유지했으며 마지막회 시청률은 전국 38.4%를 기록하였다.[8]
- 해당 드라마로 배우 박근형은 1959년도에 데뷔한 후 37년 만에 1996년 SBS 연기대상에서 대상을 수상하였다.